# Jeanne của Pháp, Công tước xứ Berry
Jeanne xứ Valois, Nữ Công tước xứ Berry (tiếng Pháp: Jeanne de Valois, Duchesse de Berry; 23 tháng 4 năm 1464 - 4 tháng 2 năm 1505), là một Vương nữ người Pháp, giữ tước vị độc lập Nữ Công tước xứ Berry và Công tước phu nhân của Orléans khi là vợ của Louis, Công tước Orléans. Sau khi Louis lên ngôi trở thành Louis XII, Jeanne cũng trở thành Vương hậu của Vương quốc Pháp với tư cách là vợ của Quốc vương, trong thời gian từ ngày 7 tháng 4 năm 1498 đến khi hủy hôn vào ngày 15 tháng 12 cùng năm.
Quốc vương Louis XII là người đã kế vị ngai vàng của dòng dõi Valois sau sự qua đời của em trai bà, Quốc vương Charles VIII. Sau khi hủy hôn, người em dâu từng nhậm vị khi trước bà là Anna I xứ Breizh tiếp tục tái hôn với Vua Louis XII, trong khi Jeanne đã nghỉ hưu ở lãnh địa Berry của mình, nơi bà sớm thành lập dòng tu gọi là Nữ tu Truyền tin của Đức mẹ đồng trinh Mary và phục vụ với tư cách là Viện mẫu. Từ dòng này sau đó xuất hiện hội chứng tôn giáo của các Nữ tu truyền giáo, được thành lập năm 1787 để giáo dục và dạy dỗ con cái của người nghèo. Bà được phong thánh vào ngày 28 tháng 5 năm 1950 và được biết đến trong Giáo hội Công giáo La Mã là Thánh Jeanne xứ Valois, O.Ann.M.

## Tiểu sử
Jeanne xứ Valois sinh ra ở Nogent-le-Roi, Bá quốc Dreux, tại Lâu đài của Pierre de Brézé, một cận thần trung thành của ông nội bà, Quốc vương Charles VII của Pháp. Là người con gái út của Quốc vương Louis XI của Pháp và Charlotte xứ Savoie, Jeanne là em gái của Anne của Pháp, đồng thời là chị gái của Dauphin Charles, tức Vua Charles VIII tương lai.
Vào thời điểm kết hôn, Quốc vương Louis XI đã 28 tuổi và có một đời vợ (Margaret của Scotland), trong khi Charlotte chỉ 10 tuổi. Đạo Công giáo quy định nữ giới 12 tuổi trở lên mới có thể kết hôn, nên Charlotte duy trì ở Chambéry. Sau khi kết hôn, Charlotte sinh ra nhiều đợt sinh non, chỉ có 2 người có thể sống khi trưởng thành là Anne rồi Jeanne nhưng cả hai đều là con gái. Đạo luật Salic mà nước Pháp tuân theo không chấp nhận quyền thừa kế của nữ giới, nên đã khiến Louis XI cực kỳ bất mãn và dấy lên nguy cơ không có người thừa kế, việc này chỉ kết thúc vào năm 1470, khi Charlotte thành công sinh ra Charles VIII. Khi sinh ra, Jeanne được miêu tả rất ốm yếu, sách "Women Saints – Lives of Faith and Courage" của Kathleen Jones mô tả Jeanne có vết bướu sau lưng, đi lại khó khăn, được cho là một dạng chứng vẹo cột sống.
Vua Louis dựng triều đình tại Lâu đài Amboise, và vì ông thường xuyên chinh chiến nên cho phép mẹ vợ là Anne xứ Cyprus cùng em vợ là Bona xứ Savoy trú tại Amboise. Sự giáo dục của Jeanne và chị mình đều ở tại Amboise, vậy quanh bởi bà ngoại và dì của mình đến khi Jeanne được 5 tuổi, cả hai sau đó được Vua Louis giao cho vợ chồng Nam tước François de Linières và Anne de Culan - một cặp vợ chồng hiếm muộn. Do đó, hai vợ chồng cực kỳ chăm sóc hai vị công chúa, đặc biệt nhất là Jeanne. Bà được học chủ yếu là thơ và toán học, vẽ tranh, may vá cùng chơi đàn lute. Hai vợ chồng là người Công giáo ngoan đạo, và điều này ảnh hưởng lên Jeanne từ khi còn nhỏ. Đến tuổi, Vua Louis hỏi bà chỉ định ai làm Thầy tu xưng tội cho mình, và Jeanne chỉ nói tên duy nhất một người mà bà biết, Jean de La Fontaine, Giám hộ của dòng Anh Em Giảng Thuyết tại Amboise. Dù khoảng cách khó khăn, La Fontaine vẫn thuyền đến gặp Jeanne để hoàn thành nghĩa vụ xưng tội của mình, và từ đấy Jeanne ngày càng chú tâm vào cầu nguyện khi có thể dành cả ngày cả tháng trong hầm nguyện của lâu đài.
Năm 1471, Vua Louis XI từng kêu gọi toàn quốc cầu Kinh Kính Mừng để cầu xin bình an. Sự ngoan đạo của Jeanne được thể hiện khi bà rất tích cực tham gia hoạt động này, và bà thuật lại rằng đã nhận được lời báo của Thánh mẫu Maria rằng trong tương lai bà sẽ thành nữ tu phục vụ Thánh mẫu.

## Hôn nhân
Chỉ ngay sau khi vừa sinh ra, Vua Louis XI đã ký kết hôn nhân cho Jeanne với người anh họ cùng ông cố, Công tước Orléans, tức Vua Louis XII trong tương lai. Năm 1464, ngày 19 tháng 5, Vua Louis XI đã ký hợp đồng hôn nhân cho Jeanne tại Lâu đài Blois. Ngày 8 tháng 10 năm 1476, khi 12 tuổi, Jeanne cưới vị Công tước trẻ tuổi xứ Orléans là Louis tại Montrichard. Theo ghi chép để lại, Công tước Orléans cực kỳ miễn cưỡng và khó chịu khi phải cưới cô chị em họ hàng lại còn bị dị tật này, và Vua Louis XI đã hi vọng cuộc hôn nhân này sẽ khiến nhánh Orléans của nhà Valois vĩnh viễn bị trượt khỏi quyền thừa kế ngai vàng Pháp. Không lâu sau đó, năm 1483, Vua Louis XI qua đời, em trai duy nhất của Jeanne là Charles kế vị, tức Charles VIII của Pháp. Kế vị còn quá nhỏ, triều đình Pháp lúc này do người chị cả của 2 người là Anne nắm quyền nhiếp chính.

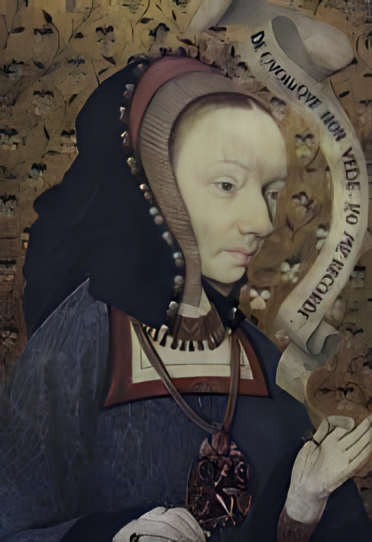
Jeanne de Valois, thời điểm khi bà là Vương hậu Pháp.

Đến năm 1484, Công tước Orléans thực hiện nhiều chiến dịch quân sự tấn công Vương quốc Pháp, và chỉ dừng vào năm 1488 do bị quân đội triều đình bắt giữ. Trong thời gian này, Jeanne chăm sóc lãnh địa của chồng, đặc biệt là hai vùng Milan và Asti ở đất Ý. Và dù có thể thấy được đức tin của chồng mình không tồn tại cũng như sự cư xử trong hôn nhân, Jeanne vẫn dùng sự ảnh hưởng của mình để Công tước Orléans được thả ra, và chỉ vài năm sau đã được triều đình tin tưởng mà giao cho nhiệm vụ đồng hành cùng Charles VIII tham gia các chiến dịch quân sự bên ngoài.
Năm 1498, Vua Charles VIII qua đời, điều này khiến Công tước có thể kế vị, tức Quốc vương Louis XII của Pháp. Ngay khi lên ngôi, Vua Louis XII đã đề nghị hủy hôn với Jeanne, để có thể cưới góa phụ Anne xứ Bretagne, với mưu đồ sáp nhập Công quốc Bretagne vào vương triều Pháp vĩnh viễn qua hôn nhân. Lý do của Vua Louis XII không dựa theo lý do thông thường là quan hệ cận huyết, mà là vào thời điểm kết hôn đã không đúng tuổi (phải trên 14 tuổi theo quy định), cũng như cuộc hôn nhân chưa bao giờ hoàn tất do cả hai đều chưa quan hệ tình dục, và Vua Louis XII chỉ ra nguyên nhân là do hình dạng dị tật của vợ mình. Đứng trước sự cáo buộc từ chồng mình, Jeanne đã đưa ra nhiều nhân chứng rằng cuộc hôn nhân đã hoàn thành do chồng bà đã 「"Quan hệ nhiều lần với vợ trong một đêm"」, nhưng Vua Lousi XII lại chối và nói "Đó hẳn là trò phù thủy của bà ta", ám chỉ Jeanne không chỉ xấu xí mà còn biết dùng phù thủy, đều là những lời buộc tội vô căn cứ. Khi Jeanne đang thắng thế về lý lẽ lẫn tình cảnh, thì Giáo hoàng Alexander VI vì lý do chính trị lại phê duyệt yêu cầu hủy hôn của Vua Lousi XII, với xác nhận cuộc hôn nhân diễn ra với độ tuổi không thích đáng và việc "cả hai chưa hoàn tất" động phòng.
Ngày 15 tháng 12 cùng năm, cuộc hôn nhân bị tuyên bố hủy bỏ, tức 「"Annulment"」. Để xoa dịu Jeanne, Vua Louis XII ban cho bà tước vị của Công quốc Berry, và bà nhanh chóng dời đến thủ phủ của công quốc này là Bourges.

## Cuộc sống tôn giáo cuối đời
Sau khi đến Bourges, Jeanne thông báo ý nguyện muốn đi tu cho nhà truyền tín của bà là Gabriel Mary, người thầy tu thuộc dòng Anh Em Hèn Mọn về sau được ban chân phước. Gabriel Mary ủng hộ bà, và đây là lúc bà lên kế hoạch cho dòng tu của mình, Nữ tu Truyền tin của Đức mẹ đồng trinh Mary, một dòng tu dành cho Nữ tu mới để tôn vinh các Thiên sứ truyền tin cho Maria, với tư cách là một nhánh của Dòng tu Thánh Clare xứ Assisi.
Đến tháng 5 năm 1500, Jeanne đã thu nhận 11 người theo dòng tu mới này. "Điều luật của sự sống" mà bà viết để quy định dòng tu của mình, được chính thức xác nhận bởi Giáo hoàng Alexander VI vào ngày 12 tháng 2 năm 1502, đưa dòng tu của bà chính thức thành một nhánh dòng nữ tu Công giáo hợp lệ, việc xây dựng Tu viện nhanh chóng được triển khai. Trong ngày Lễ Chúa Thánh Thần Hiện Xuống, Jeanne và Gabriel Mary bắt đầu tuyên thệ theo điều luật, và như vậy, cả hai người trở thành "Đồng sáng lập" của dòng tu này. Năm ấy, ngày 21 tháng 11, là Lễ bổn mạng của Sự hiện thân của Maria, Jeanne và các Nữ tu sĩ chính thức xác nhận sự tận tụy đối với dòng tu theo điều luật.
Năm 1505, ngày 4 tháng 2, Jeanne qua đời khi chỉ 40 tuổi. Bà được chôn cất trong hầm mộ của Tu viện Annonciade. Năm 1562, ngày 27 tháng 5, những người Huguenot khi đốt phá Bourges đã xâm phạm hầm mộ của bà và xác bà bị hỏa thiêu. Khi khai quật mộ, thi thể Jeanne đã rất nguyên vẹn. Đến ngày nay, các Nữ tu của dòng Truyền tin của Đức mẹ đồng trinh Mary vẫn hoạt động tại các Tu viện nhỏ thuộc Pháp, Bỉ, Phần Lan, Costa Rica, Congo và Guatemala.

## Tổ tiên
| \| \| \| \| \| \| \| \| \| \| \| 8. Charles V của Pháp[9] \| \| \| \| \| \| \| \| \| \| \| \| \| \| \| \| \| \| \| \| \| \| \| \| \| \| \| \| \| \| \| \| \| \| \| \| \| \| \| \| \| \| \| \| \| \| \| \| \| \| \| 4. Charles VII của Pháp[10] \| \| \| \| \| \| \| \| \| \| \| \| \| \| \| \| \| \| \| \| \| \| \| \| \| \| \| \| \| \| \| \| \| \| \| \| \| \| \| \| \| \| \| \| \| \| \| \| \| \| \| \| \| \| \| \| \| \| \| \| 9. Jeanne xứ Bourbon[11] \| \| \| \| \| \| \| \| \| \| \| \| \| \| \| \| \| \| \| \| \| \| \| \| \| \| \| \| \| \| \| \| \| \| \| \| \| \| \| \| \| \| \| \| \| \| \| \| \| \| \| \| \| \| \| \| \| \| \| \| 2. Louis XI của Pháp \| \| \| \| \| \| \| \| \| \| \| \| \| \| \| \| \| \| \| \| \| \| \| \| \| \| \| \| \| \| \| \| \| \| \| \| \| \| \| \| \| \| \| \| \| \| \| \| \| \| \| \| \| \| \| \| \| \| \| \| 10. Louis II xứ Anjou[12] \| \| \| \| \| \| \| \| \| \| \| \| \| \| \| \| \| \| \| \| \| \| \| \| \| \| \| \| \| \| \| \| \| \| \| \| \| \| \| \| \| \| \| \| \| \| \| \| \| \| \| \| \| \| \| \| \| \| \| \| 5. Marie xứ Anjou[12] \| \| \| \| \| \| \| \| \| \| \| \| \| \| \| \| \| \| \| \| \| \| \| \| \| \| \| \| \| \| \| \| \| \| \| \| \| \| \| \| \| \| \| \| \| \| \| \| \| \| \| \| \| \| \| \| \| \| \| \| 11. Violant của Aragón[12] \| \| \| \| \| \| \| \| \| \| \| \| \| \| \| \| \| \| \| \| \| \| \| \| \| \| \| \| \| \| \| \| \| \| \| \| \| \| \| \| \| \| \| \| \| \| \| \| \| \| \| \| \| \| \| \| \| \| \| \| 1. Jeanne của Pháp \| \| \| \| \| \| \| \| \| \| \| \| \| \| \| \| \| \| \| \| \| \| \| \| \| \| \| \| \| \| \| \| \| \| \| \| \| \| \| \| \| \| \| \| \| \| \| \| \| \| \| \| \| \| \| \| \| \| \| \| 12. Antipope Felix V[13] \| \| \| \| \| \| \| \| \| \| \| \| \| \| \| \| \| \| \| \| \| \| \| \| \| \| \| \| \| \| \| \| \| \| \| \| \| \| \| \| \| \| \| \| \| \| \| \| \| \| \| \| \| \| \| \| \| \| \| \| 6. Ludovico I của Savoia[14] \| \| \| \| \| \| \| \| \| \| \| \| \| \| \| \| \| \| \| \| \| \| \| \| \| \| \| \| \| \| \| \| \| \| \| \| \| \| \| \| \| \| \| \| \| \| \| \| \| \| \| \| \| \| \| \| \| \| \| \| 13. Marie xứ Bourgogne[13] \| \| \| \| \| \| \| \| \| \| \| \| \| \| \| \| \| \| \| \| \| \| \| \| \| \| \| \| \| \| \| \| \| \| \| \| \| \| \| \| \| \| \| \| \| \| \| \| \| \| \| \| \| \| \| \| \| \| \| \| 3. Carlotta của Savoia \| \| \| \| \| \| \| \| \| \| \| \| \| \| \| \| \| \| \| \| \| \| \| \| \| \| \| \| \| \| \| \| \| \| \| \| \| \| \| \| \| \| \| \| \| \| \| \| \| \| \| \| \| \| \| \| \| \| \| \| 14. Janus xứ Cyprus[15] \| \| \| \| \| \| \| \| \| \| \| \| \| \| \| \| \| \| \| \| \| \| \| \| \| \| \| \| \| \| \| \| \| \| \| \| \| \| \| \| \| \| \| \| \| \| \| \| \| \| \| \| \| \| \| \| \| \| \| \| 7. Anna của Síp[16] \| \| \| \| \| \| \| \| \| \| \| \| \| \| \| \| \| \| \| \| \| \| \| \| \| \| \| \| \| \| \| \| \| \| \| \| \| \| \| \| \| \| \| \| \| \| \| \| \| \| \| \| \| \| \| \| \| \| \| \| 15. Charlotte de Bourbon-La Marche[17] \| \| \| \| \| \| \| \| \| \| \| \| \| \| \| \| \| \| \| \| \| \| \| \| \| \| \| \| \| \| \| \| \| \| \| \| \| \| \| \| \| \| \| |                                    |  |  |  |  |  |  |  |  |                       |  |  |  |
| |                                    |  |  |  |  |  |  |  |  | 8. Charles V của Pháp |  |  |  |
| |                                    |  |  |  |  |  |  |  |  |                       |  |  |  |
| |                                    |  |  |  |  |  |  |  |  |                       |  |  |  |
| |                                    |  |  |  |  |  |  |  |  |                       |  |  |  |
| | 4. Charles VII của Pháp            |  |  |  |  |  |  |  |  |                       |  |  |  |
| |                                    |  |  |  |  |  |  |  |  |                       |  |  |  |
| |                                    |  |  |  |  |  |  |  |  |                       |  |  |  |
| |                                    |  |  |  |  |  |  |  |  |                       |  |  |  |
| | 9. Jeanne xứ Bourbon               |  |  |  |  |  |  |  |  |                       |  |  |  |
| |                                    |  |  |  |  |  |  |  |  |                       |  |  |  |
| |                                    |  |  |  |  |  |  |  |  |                       |  |  |  |
| |                                    |  |  |  |  |  |  |  |  |                       |  |  |  |
| | 2. Louis XI của Pháp               |  |  |  |  |  |  |  |  |                       |  |  |  |
| |                                    |  |  |  |  |  |  |  |  |                       |  |  |  |
| |                                    |  |  |  |  |  |  |  |  |                       |  |  |  |
| |                                    |  |  |  |  |  |  |  |  |                       |  |  |  |
| | 10. Louis II xứ Anjou              |  |  |  |  |  |  |  |  |                       |  |  |  |
| |                                    |  |  |  |  |  |  |  |  |                       |  |  |  |
| |                                    |  |  |  |  |  |  |  |  |                       |  |  |  |
| |                                    |  |  |  |  |  |  |  |  |                       |  |  |  |
| | 5. Marie xứ Anjou                  |  |  |  |  |  |  |  |  |                       |  |  |  |
| |                                    |  |  |  |  |  |  |  |  |                       |  |  |  |
| |                                    |  |  |  |  |  |  |  |  |                       |  |  |  |
| |                                    |  |  |  |  |  |  |  |  |                       |  |  |  |
| | 11. Violant của Aragón             |  |  |  |  |  |  |  |  |                       |  |  |  |
| |                                    |  |  |  |  |  |  |  |  |                       |  |  |  |
| |                                    |  |  |  |  |  |  |  |  |                       |  |  |  |
| |                                    |  |  |  |  |  |  |  |  |                       |  |  |  |
| | 1. Jeanne của Pháp                 |  |  |  |  |  |  |  |  |                       |  |  |  |
| |                                    |  |  |  |  |  |  |  |  |                       |  |  |  |
| |                                    |  |  |  |  |  |  |  |  |                       |  |  |  |
| |                                    |  |  |  |  |  |  |  |  |                       |  |  |  |
| | 12. Antipope Felix V               |  |  |  |  |  |  |  |  |                       |  |  |  |
| |                                    |  |  |  |  |  |  |  |  |                       |  |  |  |
| |                                    |  |  |  |  |  |  |  |  |                       |  |  |  |
| |                                    |  |  |  |  |  |  |  |  |                       |  |  |  |
| | 6. Ludovico I của Savoia           |  |  |  |  |  |  |  |  |                       |  |  |  |
| |                                    |  |  |  |  |  |  |  |  |                       |  |  |  |
| |                                    |  |  |  |  |  |  |  |  |                       |  |  |  |
| |                                    |  |  |  |  |  |  |  |  |                       |  |  |  |
| | 13. Marie xứ Bourgogne             |  |  |  |  |  |  |  |  |                       |  |  |  |
| |                                    |  |  |  |  |  |  |  |  |                       |  |  |  |
| |                                    |  |  |  |  |  |  |  |  |                       |  |  |  |
| |                                    |  |  |  |  |  |  |  |  |                       |  |  |  |
| | 3. Carlotta của Savoia             |  |  |  |  |  |  |  |  |                       |  |  |  |
| |                                    |  |  |  |  |  |  |  |  |                       |  |  |  |
| |                                    |  |  |  |  |  |  |  |  |                       |  |  |  |
| |                                    |  |  |  |  |  |  |  |  |                       |  |  |  |
| | 14. Janus xứ Cyprus                |  |  |  |  |  |  |  |  |                       |  |  |  |
| |                                    |  |  |  |  |  |  |  |  |                       |  |  |  |
| |                                    |  |  |  |  |  |  |  |  |                       |  |  |  |
| |                                    |  |  |  |  |  |  |  |  |                       |  |  |  |
| | 7. Anna của Síp                    |  |  |  |  |  |  |  |  |                       |  |  |  |
| |                                    |  |  |  |  |  |  |  |  |                       |  |  |  |
| |                                    |  |  |  |  |  |  |  |  |                       |  |  |  |
| |                                    |  |  |  |  |  |  |  |  |                       |  |  |  |
| | 15. Charlotte de Bourbon-La Marche |  |  |  |  |  |  |  |  |                       |  |  |  |
| |                                    |  |  |  |  |  |  |  |  |                       |  |  |  |
| |                                    |  |  |  |  |  |  |  |  |                       |  |  |  |